# Olof Mellander
Mats Olof Sigvard Mellander, född 3 juli 1911 i Malmö, död 24 maj 1984 i Göteborg, var en svensk läkare och pediatriker.
Olof Mellander var son till postmästaren Arvid Gottfrid Mellander. Efter studentexamen vid Malmö högre allmänna läroverk 1930 blev han student vid Lunds universitet och fortsatte 1932 sina studier vid Uppsala universitet. Mellander innehade 1932–1936 olika amanuensförordnanden vid kemiska institutionen vid Uppsala universitet, blev 1934 medicine kandidat och var 1940–1942 tillförordnad laborator i medicinsk och fysiologisk kemi. År 1941 blev han medicine licentiat. Därefter innehade Mellander olika läkar- och amanuensförordnanden vid Akademiska sjukhusets barnklinik 1943–1945 och var 1945–1950 amanuens och underläkare där. Han blev 1947 medicine doktor, samma år docent i pediatrik och från 1948 biträdande lärare i pediatrik. Mellander blev 1949 biträdande överläkare vid Akademiska sjukhusets barnklinik och 1950 tillförordnad och 1951 ordinarie professor i medicinsk kemi vid Göteborgs medicinska högskola (från 1954 Göteborgs universitet), en professur han innehade till 1977. Han var prefekt vid kemiska institutionen där 1951–1957. Mellander innehade även flera internationella uppdrag, bland annat vid genomförande av ett svenskt bilateralt biståndsprojekt i Etiopien 1961–1966 och som Regional adviser on nutrition vid WHO:s kontor i Alexandria 1967–1969. Mellander blev 1954 ledamot av Kungliga Vetenskaps- och Vitterhets-Samhället i Göteborg. Han är begravd på Uppsala gamla kyrkogård.